# Universidad de Piamonte Oriental Amedeo Avogadro
La Universidad de Piamonte oriental Amedeo Avogadro es una universidad italiana situada en las ciudades de Vercelli, Alessandria y Novara. Es la segunda universidad pública de Piamonte.

## Historia
La universidad fue creada a partir de la ley de 30 de julio de 1998.

## Facultades
La Universidad de Piamonte oriental Amedeo Avogadro se divide en 7 facultades:
- Facultad de Ciencias Económicas
- Facultad de Ciencias Políticas
- Facultad de Ciencias del Derecho
- Facultad de Literatura y Filosofía
- Facultad de Medicina
- Facultad de Matemáticas, Física y Ciencias Naturales
- Facultad de Farmacia